# Reclaim (EP)
Reclaim är det norska black metal-bandet Keep of Kalessins första EP och tredje skivutgivning. Efter det tidigare albumet, Agnen: A Journey Through the Dark från 1999, splittrades gruppen och grundaren Arnt "Obsidian C." Grønbech sökte nya medlemmar till bandet. På detta album spelar Grønbech själv både gitarr, bas och keyboard medan trummorna sköts av Kjetil-Vidar "Frost" Haraldstad som även spelar med Satyricon och 1349. Sångare på EP:n är Attila Csihar som är vokalist i Mayhem och även sjungit med bland andra Emperor, Limbonic Art, Anaal Nathrakh och Sunn O))). Albumet släpptes 6 december 2003 i USA och 15 januari 2004 i Europa.
All musik är skriven av Obsidian C. utom spår två, "IX", som han skrivit tillsammans med sin bror S. Grønbech samt introt "Traveller" som är skrivet och framförs av S. Grønbech. Texterna är skrivna av Torstein Parelius, utom texten till "Reclaim" som är skriven av Obsidian C. 
Efter inspelningen splittrades bandet igen med anledning av att både Attila Csihar och Frost genomförde omfattande turnéer med Mayhem respektive Satyricon. Obsidian C., som själv turnerade som gitarrist med Satyricon, valde att lägga bandet på is under flera år, innan bandet återkom i en ny konstellation i 2006 års Armada.

## Låtlista
1. "Traveller" (musik: S. Grønbech) – 1:57
2. "IX" (text: Torstein Parelius, musik: Obsidian C. / S. Grønbech) – 5:30
3. "Come Damnation" (text: Parelius, musik: Obsidian C.) – 6:48
4. "Obliterator" (text: Parelius, musik: Obsidian C.) – 5:05
5. "Reclaim" (text/musik: Obsidian C.) – 7:41

## Medverkande
Keep of Kalessin
- Obsidian C. (Arnt Grønbech) – gitarr, basgitarr, keyboard
- Attila Csihar – sång
- Frost (Kjetil-Vidar Haraldstad) – trummor

Övriga medverkande
- S. Grønbech – texter, musik, div. instrument
- Torstein Parelius - texter
- MultiMono (Asgeir Mickelson) – omslagsdesign